# NGC 4440
NGC 4440 هي مجرة حلزونية تبعد حوالي 55 مليون سنة ضوئية تقع في كوكبة العذراء. تم اكتشافها من قبل عالم الفلك ويليام هيرشيل في 17 أبريل 1784. وهي عضو في مجموعة عنقود العذراء المجري.

## الخصائص
لديها قضيب قوي في هيكلها يحيط بة اثنين من الأذرع الحلزونية المفتوحة جدا.

## وصلات خارجية
- NGC 4440 على موقع ويكي سكاي: DSS2, SDSS, GALEX, IRAS, Hydrogen α, X-Ray, Astrophoto, Sky Map, Articles and images